# Marian Luzar
Marian Wojciech Luzar (ur. 1 września 1895 w Czarnej Wsi, zm. 13 września 1939 w Równem) – polski ksiądz katolicki, instruktor harcerski, harcmistrz, kapelan Wojska Polskiego, naczelny kapelan ZHP w latach 1931–1939.

## Edukacja
Marian Luzar był synem Wojciecha (robotnika) i Marii; przodkowie przybyli z Węgier.
W 1914 ukończył (z wyróżnieniem) Gimnazjum św. Jacka w Krakowie i rok później rozpoczął studia na Wydziale Teologicznym Uniwersytetu Jagiellońskiego i w Wyższym Seminarium Duchownym Archidiecezji Krakowskiej. W 1919 ukończył studia, 29 czerwca tego roku odebrał święcenia kapłańskie z rąk księcia kardynała Adama Sapiehy w Katedrze na Wawelu.

## Praca, działalność społeczna
Pierwszym miejscem pracy ks. Luzara była parafia w Niegowici (powiat Bochnia), gdzie sprawował obowiązki wikariusza do sierpnia 1924 oraz nauczał religii w szkołach. 
Był inicjatorem powstania Domu Ludowego w Trzebini. Uczynił go głównym ośrodkiem kulturalnym Trzebini, miejscem przedstawień amatorskich i popularnych odczytów w ramach uniwersytetu powszechnego, wygłaszanych przez dojeżdżających z Krakowa pracowników Uniwersytetu Jagiellońskiego. Na utrzymanie Domu Ludowego Luzar przeznaczał własne dochody.

## Działalność harcerska
Działalność w harcerstwie rozpoczął w trakcie nauki w II Gimnazjum św. Jacka w Krakowie. W latach 1911–1912 współorganizował powstanie a następnie uczestniczył w pierwszych latach działalności 2 Krakowskiej Drużyny Harcerzy im. gen. Jana Henryka Dąbrowskiego.
Założył w Niegowici wiejskie drużyny, promując jednocześnie sport i teatr amatorski; zorganizował także konny oddział harcerzy oraz prywatną szkołę dla ok. 20 harcerzy. W 1924 został przeniesiony do pracy w Trzebini jako katecheta, również tam inicjował powstawanie drużyn harcerskich (w Trzebini „Czarna Jedynka”, w Trzebionce drużyna robotnicza, w Sierszy Wodnej robotniczo-wiejska). Był komendantem hufca ZHP w Trzebini. Ks. Luzar uzyskał stopień instruktorski harcmistrza, w latach 1926–1929 był komendantem Chorągwi Krakowskiej ZHP.
W 1930 został mianowany kapelanem Oddziału ZHP w Krakowie, a rok później Naczelnym Kapelanem ZHP. Pracował nad rozwojem duszpasterstwa harcerskiego, wydawał pismo „Biuletyn Działu Duszpasterskiego” i publikował na łamach prasy harcerskiej, organizował kursy i letnie obozy dla kleryków i kapelanów. Przygotowywał także poprzez specjalne kursy księży i zakonników do pracy harcerskiej wśród Polonii zagranicznej. Dzięki jego działaniom w 1937 działało 21 kręgów harcerzy-kleryków, zrzeszających 621 członków. Nosił harcerski przydomek „Czarny Kruk”.

## II wojna światowa
Był kapelanem rezerwy ze starszeństwem z 1 stycznia 1927 roku w duchowieństwie wojskowym wyznania rzymsko-katolickiego. We wrześniu 1939 został zmobilizowany jako kapelan. Zginął w drugim tygodniu II wojny światowej, niosąc pomoc rannym w trakcie nalotu niemieckiego na dworzec w Równem, gdzie został pochowany.
W 2019 r. odsłonięto jego pomnik w Trzebini. W mieście tym działa hufiec ZHP jego imienia.

## Odznaczenia
- Złoty Krzyż Zasługi
- Odznaka Pamiątkowa Dawnych Harcerzy Małopolskich (1937)[4]